# Smaljawitschy
Smaljawitschy (belarussisch Смалявічы Smalawiczy, polnisch Smolewicze, litauisch Smaliavičai, jiddisch סמאָלאָוויטש Smalevich) ist eine Stadt in Belarus in der Minskaja Woblasz.
Die Stadt ist Zentrum des Rajons Smaljawitschy und liegt an der Eisenbahnlinie Brest–Minsk–Moskau sowie an der entlang derselben Achse verlaufenden Autobahn M1.

## Söhne und Töchter der Stadt
- Gawriil Adrianowitsch Tichow, (1875–1960), russischer Astronom, Astrophysiker
- Pjatro Krautschanka (* 1950), belarussischer Politiker
- Antanina Koschal (* 1954), Turnerin
- Uladsimir Alejnik (* 1959), sowjetisch-belarussischer Wasserspringer
- Maryna Lobatsch (* 1970), sowjetisch-belarussische rhythmische Sportgymnastin